# Imidazolové komplexy přechodných kovů

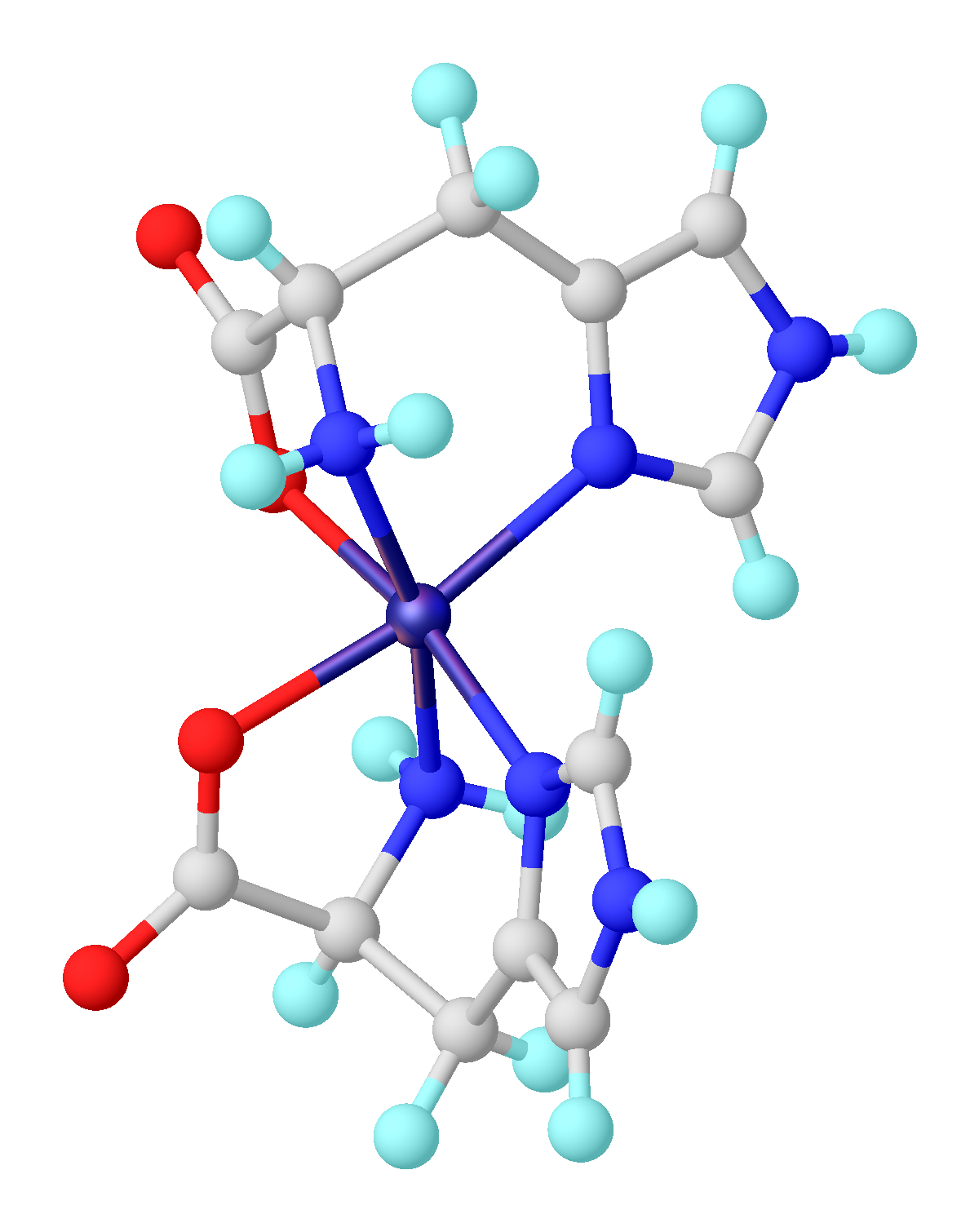
Struktura komplexu [Ni(κ^{3}-histidinát)_{2}]^{2−}

Imidazolové komplexy přechodných kovů jsou komplexní sloučeniny obsahující alespoň jeden imidazolový ligand. Komplexy samotného imidazolu nemají větší význam; komplexy jeho derivátů, především histidinu, jsou důležité v biochemii, protože na sebe navazují ionty kovů jako kofaktory.

## Struktura

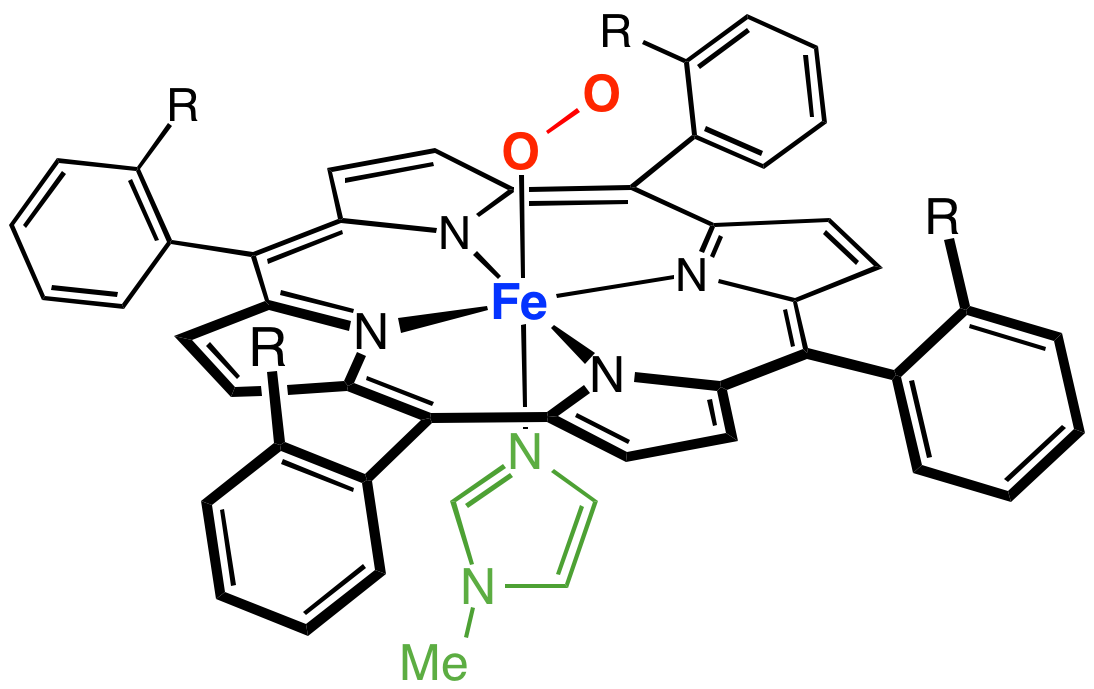
Porfyrinový komplex Fe, s axiálními koordinačními místy obsazenými methylimidazolem (zeleně) a dikyslíkem. Tento komplex svými vlastnostmi napodobuje myoglobin.

Pouze iminový dusík (HC=N-CH) je v molekule imidazolu zásaditý a jen na něj se navazují kovy. Hodnota pKa konjugované kyseliny, imidazoliového kationtu, činí 6,95; imidazol je tak silnější zásadou než pyridin (pKa pyridinia = 5,23) a slabší než amoniak (pKa amonného kationtu = 9,24).  Donorové vlastnosti imidazolu lze také udávat pomocí redoxních vlastností jeho komplexů.
Imidazoly jsou čistě sigma-donorové ligandy, což lze přičíst pí-donorovému NH centru, podobnému jako u pyrrolu. Z těchto důvodů se imidazoly řadí mezi tvrdé ligandy; jsou známy imidazolové komplexy kovů v nízkých oxidačních číslech, jako je [Re(imidazol)3(CO)3]+.
Imidazol má rovinnou molekulu. Šest imidazolových ligandů se může dobře uspořádat kolem oktaedrických kovových center, jak je tomu například u [Fe(imidazol)6]2+. Vazba kov-N(imidazol) může volně rotovat. 
Homoleptické oktaedrické komplexy byly krystalograficky prozkoumány pro tyto dikationty: Fe2+, Co2+, Ni2+, Zn2+, a Cd2+; známy jsou také hexakiskomplexy Ru2+ a Ru3+. Cu2+, Pd2+, a Pt2+ vytváří homoleptické komplexy se čtvercově rovinnou geometrií.
Komplex Zn2+ může krystalizovat jako hexakis, ale častěji bývá tetraedrický.

## Komplexy substituovaných imidazolů

Struktura vitaminu B12, se znázorněním dimethylbenzimidazolového ligandu

N-methylimidazol je oproti samotnému imidazolu mírně zásaditější, více lipofilní, ale jinak se mu vlastnostmi podobá. Popsána je řada solí typu [M(imidazol-1-R)6]2+ (R = alkyl, vinyl, atd.). 2-methylimidazoly vykazují sterické efekty vytvářené vzájemným působením 2-methylových skupin a dalších ligandů v oktaedrických komplexech.
Všechny druhy vitaminu B12 obsahují benzimidazolovou skupinu.

### Histidin
Komplexy histidinu jsou významnou skupinou aminokyselinových komplexů. Podobně jako u jiných 3-substituovaných imidazolů se histidin může na kov navázat jako libovolný ze dvou tautomerů. Volná aminokyselina se váže prostřednictvím imidazolové a karboxylátové a/nebo aminové skupiny.
Imidazolové postranní řetězce histidinových zbytků v bílkovinách jsou častými vazebnými místy pro ionty kovů. Na rozdíl od volné kyseliny se histidinový zbytek váže pouze skrz imidazolový substituent. Ke komplexům s vazbou kovu na histidin patří například myoglobin (Fe), karbonátdehydratáza (Zn), azurin (Cu), a alfa-ketoglutarátdependentní hydroxylázy (Fe). Polyhistidinová značka je aminokyselinový motiv skládající se z několika histidinových (His) zbytků navázaných na bílkovinu za účelem snadnějšího přečišťování; využívá se při tom afinita imidazolového postranního řetězce vůči kovovým kationtům.

## Reakce ligandů
N-H centrum je, obzvláště u kationtových imidazolových komplexů, kyselé. Trikationtové d6 pentaaminy vytváří deprotonací imidazolových ligandů imidazolátové komplexy, s pKa kolem 10,
[M(NH3)5(N2C3H4)]3+ ⇌ [M(NH3)5(N2C3H3)]2+ + H+
d5 komplex [Ru(NH3)5(N2C3H4)]3+ je kyselejší, má pKa 8,9; komplexací trikationtových komplexů se zvyšuje kyselost pyrrolových NH center zhruba 10 000krát.
Imidazolové ligandy jsou izomery N-heterocyklických karbenů. Pozorována byla tato přeměna:
[Ru(NH3)5(N2C3H4)]2+ → [Ru(NH3)5(C(NH)2(CH)2)]2+

## Imidazolátové komplexy

Struktura komplexu trimědi s imidazolátovými můstky

Imidazol má pKa (odpovídající tvorbě imidazolátu) 14. Mnohé komplexy obsahují imidazolátové můstkové ligandy. Mezi imidazolátové komplexy vyskytující se v biochemii patří aktivní místo (s navázanou mědí) superoxiddismutázy.